# Anton Carl Discant
Anton Carl Discant (* 13. Dezember 1801 in Prag; † 7. Februar 1874 in Mainz) war ein deutscher Sänger (Tenor) und Theaterdirektor.

## Leben
Discant war ein Sohn des Fürstlich Thun’schen Stallmeisters Mathias Discant und seiner Ehefrau Eleonora Discant geborene Gräfin Dufaye. Er erhielt zunächst eine kaufmännische Ausbildung und bereiste im Alter von 18 bis 25 Jahren viele europäische Metropolen, unter anderem St. Petersburg, Moskau, Odessa, Konstantinopel, London, Paris, Mailand und Neapel, um schließlich in seine Geburtsstadt zurückzukehren. Mit Hilfe eines Verwandten, der in kaiserlichen Diensten stand, sollte er eine Anstellung im geheimen Chiffrekabinett erhalten.
Discant folgte jedoch seiner Neigung zur Bühne und so erhielt er 1827 seine erste Anstellung als Tenor am landständischen Theater in Laibach. Einem kurzen Engagement im ungarischen Ödenburg im Jahre 1828 folgte schließlich die Berufung durch Direktor Carl Carl an das Theater an der Wien. Er blieb dort drei Jahre und wechselte dann an das Hofoperntheater unter Administrator Louis Duport, wo er sieben Jahre auftrat. Während dieser Zeit erhielt er seine weitere Ausbildung als Spiel- und Tenorbuffo bei Regisseur Joseph Gottdank, bei Johann Michael Weinkopf und bei dem Gesangspädagogen Giuseppe Ciccimarra.
Nach einem kurzen Gastspiel in Dresden ging Discant 1836 für ein zweijähriges Engagement nach Graz unter Theaterdirektor Joseph Pellet, dann Ostern 1839 für weitere zwei Jahre an das Stadttheater in Pest unter Direktor Alexander Schmidt. Nach weiteren kurzen Gastspielen in Berlin, Hamburg, Hannover, Kassel, Mainz und Mannheim erhielt er schließlich sein nächstes festes Engagement in Frankfurt am Main, wo er jedoch auch nur zwei Jahre blieb, da ihm ein fünfjähriger fester Vertrag am Hof- und Nationaltheater in Mannheim angeboten wurde, den er am 15. April 1842 antrat. Im Anschluss, also Ende April 1847, ging er wieder nach Frankfurt, wo er 1848 als Folge der Revolution den Untergang des Theaters erlebte und schließlich erst 1849, erneut in Mannheim, eine Anstellung in einem Handelshaus erhielt.
„Während eines Zeitraums von vier Jahren vertrat er die geschäftlichen Interessen seines Hauses nicht nur in Deutschland, Holland, England und Frankreich, sondern auch jenseits des Oceans, in den Vereinigten Staaten.“
1853 wurde Discant zusammen mit einem Kompagnon Teilhaber eines eigenen Handelshauses, das er jedoch nach dem Tod des Kompagnons wieder aufgab. Zusammen mit seiner Ehefrau zog er sich 1859 in Freiburg im Breisgau in das Privatleben zurück. Da die dortigen Direktoren Alois Jakob Muck und Ferdinand Chrudimsky neu in der Theaterleitung waren, half ihnen Discant, indem er auf ihren Wunsch hin die Führung der Bücher und der Hauptkasse übernahm. Er erwarb sich auf diese Weise einen solch guten Ruf in der Theaterverwaltung, dass ihn 1862 sein früherer Weggefährte, Moritz Ernst, als dessen Vertreter in die Direktion des Mainzer Stadttheaters berief.
Anton Carl Discant verstarb im Alter von 72 Jahren als Privatmann 1874 in Mainz.